# Бордерлендз (фільм)
«Бордерлендз» (англ. Borderlands) — американський комедійний науково-фантастичний екшн режисера Елая Рота та сценариста Крейга Мезіна за мотивами однойменної серії відеоігор від Gearbox Software. У головних ролях Кейт Бланшетт, Кевін Гарт, Джеймі Лі Кертіс, Джек Блек, Аріана Грінблатт та Флоріан Мунтяну.

## Сюжет
На планеті Пандора солдат-найманець Роланд викрадає дівчину-підлітка Тіну за допомоги психопата Кріґа. Тим часом на іншій планеті корпоративний магнат Атлас з'вязується з мисливицею за головами Ліліт. Він переконує її врятувати його дочку — Тіну. Ліліт погоджується і повертається на Пандору, свою рідну планету, де не була з дитинства. На Пандорі її чекає балакучий робот Клептреп, який допомагає повернути Тіну.
Однак, Ліліт розуміє, що Тіна сама не бажає повертатися до батька. Тоді її силоміць намагається повернути приватна армія Атласа «Багряний спис». Ліліт об'єднується з Роландом і Крігом і дізнається, що Тіна була генетично модифікована біологічним матеріалом еридіанців, стародавньої цивілізації, яка в давнину населяла Пандору. Атлас вірить, що тільки так можна відкрити Сховище, де зберігаються технології зниклої цивілізації.
За допомогою названої матері Ліліт, доктора Патриції Танніс, група встановлює розташування ключа від Сховища. Але вхід туди міститься в підземному лабіринті, зайнятому племенем Психів. Їм вдається винести ключ на поверхню. Ліліт знищує пристрій, який Атлас дав їй для зв'язку, але Атлас негайно комунікує з нею через дрона, пояснюючи, що йому все ще потрібна Тіна. Підслухавши кінець розмови, Тіна думає, що Ліліт її зрадила. Вона кидає в Ліліт гранату, але Ліліт лише непритомніє. Клептреп потім неусвідомлено відтворює для Ліліт голографічне повідомлення, записане її матір'ю.
Наступного дня, без Ліліт і Клептрепа, команда знаходить Сховище. Проте там на них уже чекає Атлас. Тіні не вдається відкрити Сховище. З'являється Ліліт і пояснює, що це під силу їй, адже вона біологічна еридіанка, «Вогненний Яструб». Атлас погрожує вбити Тіну, якщо Ліліт не відкриє Сховище. Ліліт слухається, але затримує Атласа всередині, де його затягує вглиб чудовисько. Сховище зачиняється, герої втратили доступ до його таємниць, але стали дружною командою.

## У ролях
| Актор            | Роль            |
| ---------------- | --------------- |
| Кейт Бланшетт    | Ліліт           |
| Кевін Гарт       | Роланд          |
| Джеймі Лі Кертіс | Патрісія Танніс |
| Джек Блек        | Claptrap        |
| Аріана Грінблатт | крихітка Тіна   |
| Флоріан Мунтяну  | Кріґ            |
| Едгар Рамірес    | Атлас           |
| Гейлі Беннетт    | мати Ліліт      |
| Олівер Ріхтерс   | Кром            |

| Актор                  | Роль           |
| ---------------------- | -------------- |
| Яніна Ґаванкар         | командор Knoxx |
| Джина Гершон           | Moxxi          |
| Бенджамін Байрон Девіс | Маркус         |
| Боббі Лі               | Ларрі          |
| Шайєн Джексон          | Джейкобс       |
| Стівен Боєр            | Скутер         |
| Райан Редмонд          | Еллі           |
| Паула Андреа Плачідо   | Квінн          |
| Чарльз Бабалола        | сер Хаммерлок  |

## Виробництво
Екранізація серії відеоігор була вперше анонсована в серпні 2015 року. У лютому 2020 року Елай Рот був призначений режисером фільму за сценарієм, написаним Крейгом Мезіном, а Ерік Фейг став продюсером. Кейт Бланшетт розпочала переговори на роль Ліліт у травні 2020 року. Пізніше Lionsgate затвердила Кейт Бланшетт на роль. Кевін Гарт був підтверджений на роль Роланда в січні 2021 року. У лютому Джеймі Лі Кертіс була обрана на роль доктора Патрісії Танніс, а Джек Блек — на роль Клептрепа. Наступного місяця Аріана Грінблатт та Флоріан Мунтяну були обрані на ролі Крихітки Тіни та Кріга відповідно, а Хейлі Беннетт — у невідомій ролі.
Зйомки фільму офіційно розпочалися 1 квітня 2021 року в Угорщині. Едгар Рамірес, Олівер Ріхтерс, Яніна Ґаванкар, Джина Гершон, Шаєн Джексон, Чарльз Бабалола, Бенджамін Байрон Девіс, Стівен Боєр, Раян Редмонд та Боббі Лі приєдналися до акторського складу того ж місяця. Чарльз Бабалола виконав роль сера Хаммерлока, проте його сцени були видалені.
Зйомки завершилися 22 червня 2021 року.
У січні 2023 року було оголошено, що відбудуться двохтижневі перезйомки деяких сцен під керівництвом Тіма Міллера через зайнятість Еллая Рота.

### Музика
У червні 2021 року було оголошено, що композитором фільму буде Натан Барр, який раніше співпрацював з Ротом в деяких із його попередніх робіт.

## Випуск
Прем'єра фільму відбулася в китайському театрі TCL у Лос-Анджелесі 6 серпня 2024 року. Вихід у широкий прокат в США відбувся 9 серпня 2024 року.

## Сприйняття
Фільм отримав переважно негативні відгуки. На агрегаторі рецензій Rotten Tomatoes лише 9 % рецензій критиків були позитивними з середньою оцінкою 3,2/10. Консенсус вебсайту характеризує «Бордерлендз» як «порожню балаканину». На Metacritic середня оцінка критиків склала 27 балів зі 100, що відповідає «загалом несхвальним» відгукам. Глядачі, опитані CinemaScore, дали фільму середню оцінку «D+» за шкалою від A+ до F, тоді як опитані на PostTrak дали йому 46 % позитивних оцінок, а 31 % сказали, що однозначно рекомендують його.
Джессі Гассенджер у газеті «The Guardian» описала «Бордерлендз» як «естетично сірий» фільм, який складається з украдених в інших фільмів шматків. Найбільше помітно, що «Бордерлендз» намагається копіювати «Вартових галактики». Пустка Пандори часто створює доречний контекст для саркастичних жартів, але фільм здебільшого «метушливий» і надто жорстокий, щоб відповідати очікуваному віковому рейтингу.
Джошуа Воленс на сайті журналу «PC Gamer» зробив висновок: «це не просто погано, це тупо». Фільм складається з застарілих тропів і розтягнений до повного хронометражу порожніми балачками. Сюжет можна вкласти в єдине речення, що відповідає сюжету першої гри Borderlands. «Бордерлендз» нагадує найгірші фільми Уве Болла та за низькопробністю схожий до «Супербратів Маріо» 1993 року.
Денис Федорук на ITC.ua писав, що «Бордерлендз» особливо програє на тлі таких нещодавніх успішних екранізацій відеоігор, як «Їжак Сонік», «Uncharted: Незвідане», «Останні з нас» чи «Фолаут». Він нікчемний як адаптація гри, переповнений вторинними ідеями, нецікавими персонажами, застарілими спецефектами, і жарти Клептрепа не рятують становище. Позитивними аспектами критик назвав музику та посилання до відеоігор.